# Keebler Company

Logo della Keebler Company

Keebler Company è un marchio commerciale statunitense, di proprietà dell'azienda italiana Ferrero, che identifica una linea di prodotti dolciari, generalmente a base di biscotti e coni gelato.
È stata un’azienda privata fino al 1998, quando venne quotata in borsa; successivamente, nel 2001, il marchio fu acquisito dalla Kellogg Company.

## Storia
Venne fondata nel 1853 a Filadelfia, Pennsylvania, da Godfrey Keebler, un immigrato di origine tedesca che aprì una panetteria locale. Nel corso dei decenni, la sua attività si collegò a una rete di panetterie regionali, che nel 1927 confluirono nella United Biscuit Company of America.
Negli anni successivi, United Biscuit gestì diversi marchi locali, tra cui Hekman Biscuit Company (Grand Rapids), Strietmann Biscuit Company (Mariemont, Ohio), Merchants Biscuit Company e Bowman Biscuit Company (entrambe di Denver). Nel 1963, introdusse a livello nazionale il marchio Kitchen Rich, ma mantenne i nomi regionali. Nel 1966, adottò il marchio Keebler come nome unico nazionale per l’azienda e i suoi prodotti, includendo anche i cracker salati Zesta, provenienti dalla Strietmann.
Nel 1936, la Keebler-Weyl Bakery divenne il primo fornitore commerciale ufficiale dei biscotti delle Girl Scouts, fino ad allora preparati artigianalmente dalle giovani scout e dalle loro famiglie. La produzione venne in seguito affidata a una divisione interna chiamata Little Brownie Bakers, che rimase licenziataria anche dopo la cessione dell’azienda.
Nel 1974, Keebler venne acquisita dalla United Biscuits, un’impresa alimentare multinazionale con sede nel Regno Unito. Negli anni ottanta, l’azienda entrò nel mercato degli snack salati confezionati, lanciando prodotti di successo come Tato Skins, O’Boisies e Pizzarias. Sebbene United Biscuits avesse inizialmente pianificato la separazione della linea snack, nel 1995 vendette l'intera Keebler a una joint venture tra Flowers Industries e il fondo Artal Luxembourg, che nel 1998 portò l'azienda in borsa attraverso una IPO.
Nel 1996, Keebler acquisì il marchio storico Sunshine Biscuits, ampliando significativamente il proprio portafoglio prodotti, che includeva Chips Deluxe, E.L. Fudge Cookies, Club Crackers, Fudge Shoppe, Vienna Fingers, Town House, Sandies, Cheez-It (sotto il brand Sunshine) e molti altri. Nel 2000, ottenne inoltre la licenza per produrre snack ispirati al programma televisivo per bambini Sesamo apriti.

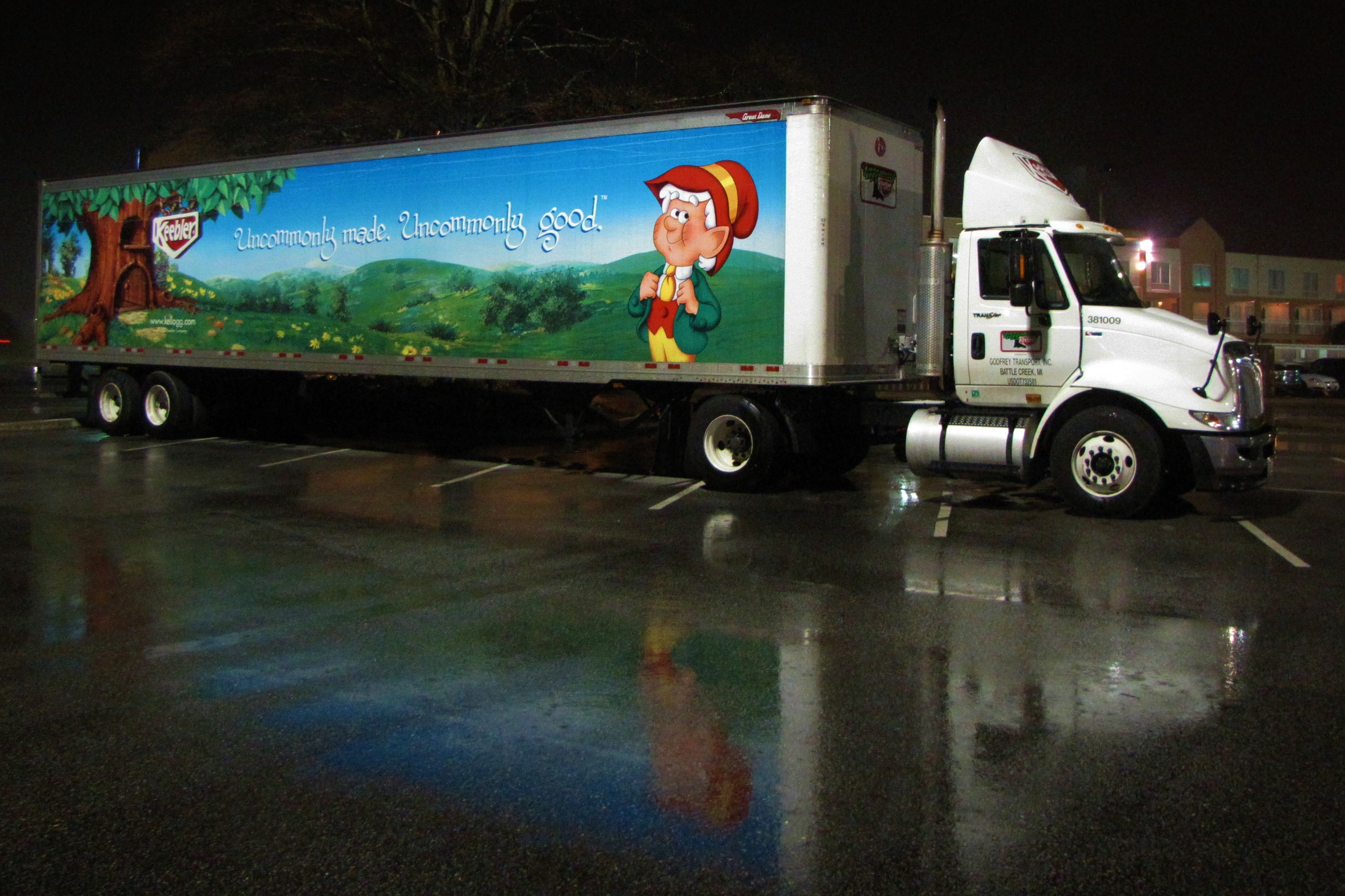
Camion di Keebler

Nel marzo 2001, Kellogg Company acquisì Keebler e ne trasferì il quartier generale a Elmhurst, Illinois. In seguito, nel 2019, Kellogg annunciò la vendita del ramo biscotti e del marchio Keebler al gruppo Ferrero per 1,3 miliardi di dollari, mantenendo i diritti sui cracker, che continuarono a essere commercializzati con i marchi Kellogg’s o Sunshine. La transazione si concluse il 29 luglio 2019.Dopo l'acquisizione, Ferrero integrò il marchio Keebler nelle attività della controllata Ferrara Candy Company, con sede a Chicago, Illinois, che assunse la gestione completa della produzione e distribuzione dei biscotti.
Sotto la gestione Ferrero, Keebler fu oggetto di un'importante operazione di rilancio, che comprese il restyling dell'imballaggio, l’eliminazione dello sciroppo di mais ad alto contenuto di fruttosio e il ritorno degli Elfi Keebler, mascotte introdotte per la prima volta nel 1968 dall’agenzia Leo Burnett. Tra questi, il più iconico fu Ernie Keebler, accompagnato da altri personaggi come Zoot, Buckets, Joy, Leonardo ed Elwood.
Nel 2025, Ferrero annunciò ulteriori innovazioni nella linea E.L. Fudge, con nuove varianti a base di crema alla vaniglia e cioccolato, proseguendo così la strategia di rinnovamento del brand all'interno del mercato statunitense degli snack e dei biscotti.

## Linee e prodotti

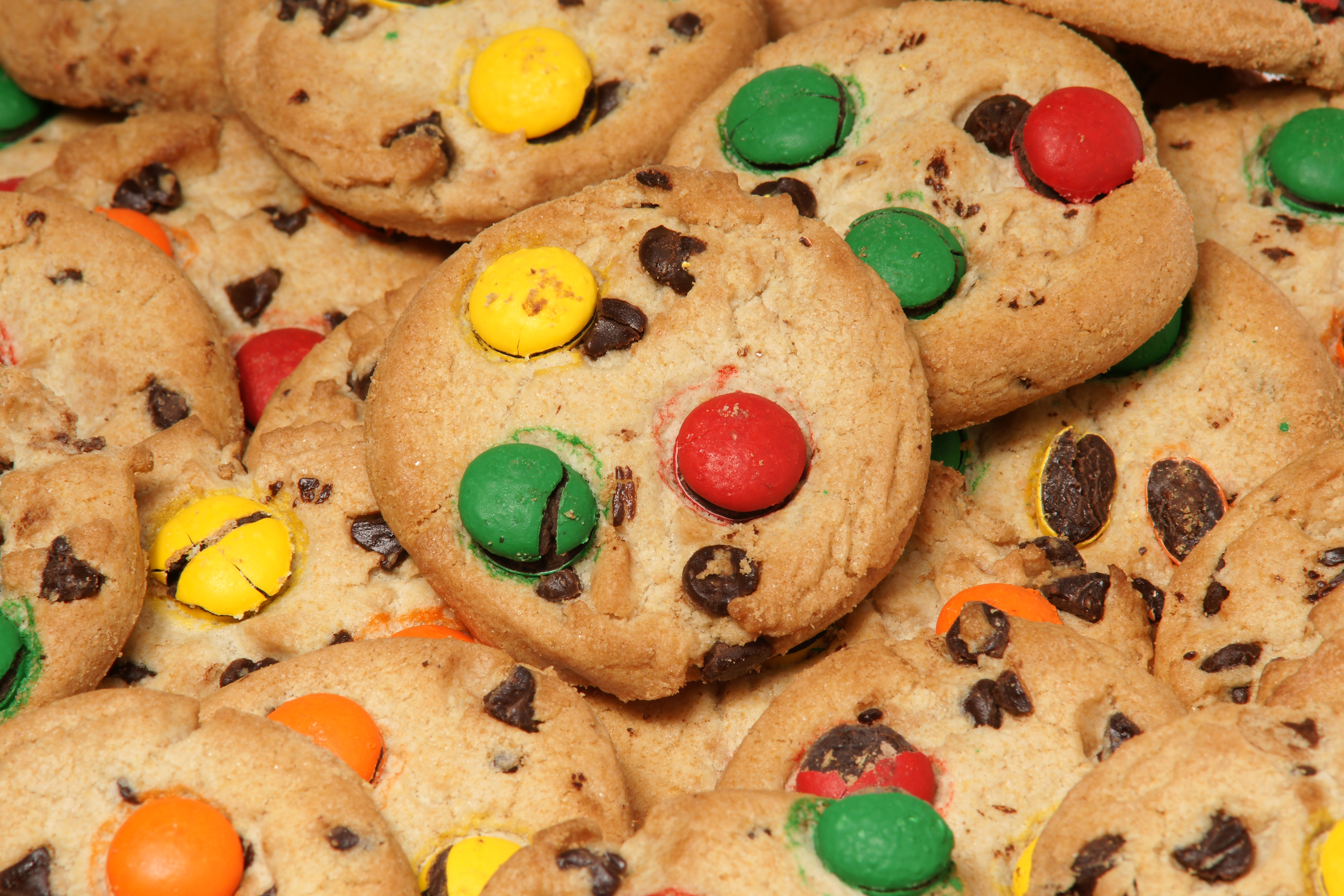
Biscotti Keebler Chips Deluxe Rainbow

Keebler Company è conosciuta per una serie di biscotti e cracker iconici, molti dei quali sono rimasti in produzione per decenni:
Biscotti
- Chips Deluxe: biscotti con gocce di cioccolato, in numerose varianti (milk chocolate, peanut butter cups, rainbow con M&M's);
- E.L. Fudge: lanciati nel 1986, sono biscotti ripieni di crema al cioccolato o vaniglia, sagomati con i personaggi degli elfi. Nel 2025 Ferrero ha introdotto le versioni Choco Vanilla, con crema di vaniglia e rivestimento al cioccolato;
- Fudge Shoppe: linea caratterizzata da biscotti completamente o parzialmente ricoperti di cioccolato, come i Fudge Stripes e Fudge Sticks;
- Sandies: biscotti al burro in stile shortbread, disponibili anche con noci pecan o gocce di cioccolato:
- Vienna Fingers: biscotti sandwich con crema alla vaniglia:

Snack salati
Negli anni ’80 e ’90, Keebler entrò nel mercato degli snack confezionati con vari prodotti divenuti cult:
- Tato Skins: snack a base di patate con sapore di pelle di patata al forno;
- O’Boisies: patatine croccanti e bollose, discontinue ma ricordate con nostalgia;
- Pizzarias: chips al gusto pizza, lanciate con successo negli anni '90, oggi considerate un prodotto cult.

Cracker e snack salati prodotti in passato
Prima della cessione a Ferrero nel 2019, Keebler produsse anche una linea ampia di cracker e snack salati, poi mantenuta da Kellogg’s sotto i marchi Kellogg’s o Sunshine:
- Club Crackers: cracker al burro, noti per la loro consistenza friabile.
- Town House Crackers: destinati al consumo con formaggi e salse.
- Cheez-It: cracker salati al formaggio, originariamente lanciati da Sunshine Biscuits e passati a Keebler con l’acquisizione del 1996.
- Zesta: cracker tipo saltine, ereditati dalla Strietmann Biscuit Company.